# Dawa Rinpoché Khenrab Wangchuk
Dawa Rinpoché Khenrab Wangchuk, né en 1937 à Nagchu est le 5e Choktrul Dawa Rinpoché, de son nom complet Jetsun Khenrab Wangchuk Samten Tenpe Gyaltsen Pel Sangpo. Il est mort le 30 janvier 2022 à Lhassa. Pendant 14 jours, il est resté dans un état méditatif de « thukdam ».
La nouvelle  de sa mort n’est apparue qu'en mars en raison d’un verrouillage de l'information par les autorités chinoises. Les autorités auraient empêché un certain nombre de fidèles d'assister aux funérailles et de rendre hommage au défunt en publiant des images et des vidéos sur des sites de réseaux sociaux.

## Biographie
Fils de Tsengo Yangon Lagha et de Mme Tsokar, il a eu deux frères et une sœur. 
Au cours de la période de la réforme démocratique dans les années 1960 après le soulèvement tibétain de 1959, il est condamné à cinq ans de prison pour « protestation contre le gouvernement chinois ». Pendant la révolution culturelle, il est de nouveau arrêté et condamné à sept ans de prison. Ses frères Jigjig et Jigmey Woeser sont décédés après avoir combattu les armées chinoises à Miti Photsotoe. Sa sœur Sonam Palkyi vivait dans le village de Gyeso Sabha et est décédée pendant la révolution culturelle après avoir été sévèrement battue et punie par les autorités chinoises.
Le 20 mai 2010, le gouvernement chinois lui a infligé une peine de sept ans de prison après avoir accusé Dawa Rinpoché d'avoir contacté le Dalaï Lama en exil dans le cadre de la quête de la 9e incarnation de Rongpo Choeje,. À la suite de l'arrestation, le gouvernement chinois a régulièrement organisé des séances de "rééducation politique" au cours desquelles les moines et le public ont été contraints par les autorités chinoises de dénoncer le Dalaï Lama et Dawa Rinpoché. Les autorités chinoises ont affirmé que "Dawa Rinpoché n'est pas un véritable lama ou enseignant du Dharma et donc sa réincarnation n'aura pas lieu après sa mort". Un moine du nom de Ngawang Gyatso se serait suicidé en raison de la contrainte continue.
En raison des allégations, le gouvernement chinois a placé le monastère de Ganden Dhargyeling de Shag Rongpo en haut de la liste noire comprenant 113 autres monastères. De plus, Dawa Rinpoché n'a pas été autorisé à visiter son monastère, a été privé de ses droits politiques et gardé en otage sous la surveillance constante de la police chinoise jusqu'à sa mort le 30 janvier 2022 dans sa chambre à Lhassa au Tibet.
Après que Chokdrul Dawa Rinpoché soit sorti de « thukdam » le 13 février 2022, des fidèles ont demandé aux autorités et aux fonctionnaires de Lhassa de les autoriser à lui rendre hommage. Cependant, les autorités n'ont autorisé que les habitants de Lhassa refusant tous fidèles à l'extérieur de Lhassa.
Le 18 février, le corps de Dawa Rinpoché a été transféré au monastère de Ganden Dhargyeling à Shag Rongpo (Rongbu) depuis Lhassa sous une forte surveillance. Seuls deux véhicules du monastère ont été autorisés à escorter le corps. À Rongpo, en apprenant la nouvelle, des Tibétains se sont rassemblés au monastère et autorisés à lui rendre hommage. Mais, l’autorisation cessa quand de plus en plus de personnes sont arrivées. En conséquence, "une agitation a failli éclater entre les fonctionnaires et la population locale, cependant, la situation a été résolue à temps grâce à quelques mots d'un moine du monastère", a déclaré la source.
Le dernier jour des funérailles, le 25 février, n'a été suivi que par les moines du monastère qui ont été minutieusement contrôlés pour les téléphones portables et les caméras avec des scanners corporels avant d'entrer dans le monastère.